# Bellusco
Bellusco là một đô thị ở tỉnh Monza và Brianza thuộc vùng Lombardia của Italia, khoảng 25 km về phía đông bắc của Milano. Đến thời điểm 31 tháng 12 năm 2004, dân số đô thị này là 6.748 người, diện tích là 6,5 km².
Bellusco giáp các đô thị: Sulbiate, Mezzago, Vimercate, Busnago, Ornago, Roncello.